# Islas de Los Volcanes
Las islas de Los Volcanes o islas Vulcano (火山列島 Kazan Rettō?) son un archipiélago de tres islas pertenecientes a Japón, situadas en sur de las islas Ogasawara y dependientes del municipio de Ogasawara. Las tres islas son volcanes activos situados al norte del arco insular y se extiende hasta las islas Marianas.

## Geografía
Las islas de Los Volcanes son:
- Kita Iwo Jima (北硫黄島 Kita-Iō-Tō, literalmente: isla del azufre del norte), 5,57 km², 792 m s. n. m. (Sakaki-ga-mine).
- Iwo Jima (硫黄島 Iō-Tō, literalmente: isla del azufre) 20,60 km², 166 m s. n. m. (Suribachi-yama).
- Minami Iwo Jima (南硫黄島 Minami-Iō-Tō, literalmente: isla del azufre del sur) 3,54 km², 916 m s. n. m.

En Iwo Jima existe una base de las fuerzas armadas de Japón con unos 400 efectivos, el resto de islas están deshabitadas.

## Historia
Fueron descubiertas en 1544 por una expedición capitaneada por Bernardo de la Torre, cuando exploraban la ruta de retorno desde Filipinas a México, por encargo del virrey de Nueva España, y que había sido iniciada al mando de Ruy López de Villalobos. Eran conocidas en las cartas españolas como isla del Azufre, Sufre o Sulphur (actual Iōtō), San Augusto, San Agustín o Volcán de San Dionisio (actual Minami Iōtō) y San Alejandro (actual Kita-Iōtō), y en el siglo XIX fueron incluidas por los gobernadores españoles de las islas Marianas dentro de sus dominios.
Las islas estuvieron deshabitadas hasta 1889, cuando las dos islas del norte fueron colonizadas por colonos japoneses procedentes de las islas Izu. Fueron anexionadas por Japón y rebautizadas por decreto el 9 de septiembre de 1891. Esta situación llevó al gobierno español a la creación de la real orden de 20 de febrero de 1892 por la que se ordenaba a la marina real a visitar Japón y "mostrar bandera", por lo que se envió al Pita de Vega, que atracó en Japón entre mayo y junio de 1892, y al Don Juan de Austria, que llegó hasta el puerto ruso en el mar del Japón de Vladivostok.
Tenían una población de unos 1100 habitantes en 1939, distribuidas en cinco asentamientos: Higashi, Minami, Nishi, Kita y Motoyama (que significan: «este», «sur», «oeste», «norte» y «montaña central» respectivamente) en Iwo Jima; y dos asentamientos en Kita Iwo Jima: Ishino-mura («pueblo Ishino») y Nishi-mura («pueblo oeste»). La administración municipal se localizaba en Higashi hasta 1940, cuando su ayuntamiento se integró en la administración de Ogasawara. La población civil fue evacuada durante la Segunda Guerra Mundial.
En la isla de Iwo Jima se produjo la batalla de Iwo Jima en la Segunda Guerra Mundial.